# Val-des-Monts
Val-des-Monts est une municipalité du Québec au Canada située dans la municipalité régionale de comté (MRC) des Collines-de-l'Outaouais dans la région administrative de l'Outaouais au nord de Gatineau. Elle fait partie de la région de la capitale nationale. Elle a été créée en 1975 par la fusion des municipalités de Perkins, Wakefield-Est (incluant le village de Saint-Pierre-de-Wakefield) et Portland-Ouest (incluant le village de Poltimore). La population permanente de Val-des-Monts est d'environ 12 000 habitants en 2018, mais la population de la municipalité double presque durant la saison estivale à cause de la venue de villégiateurs résidant dans des chalets.

## Toponymie
Le nom de « Val-des-Monts » fait référence au fait que le territoire de la municipalité comprend plusieurs vallées et montagnes.

## Histoire

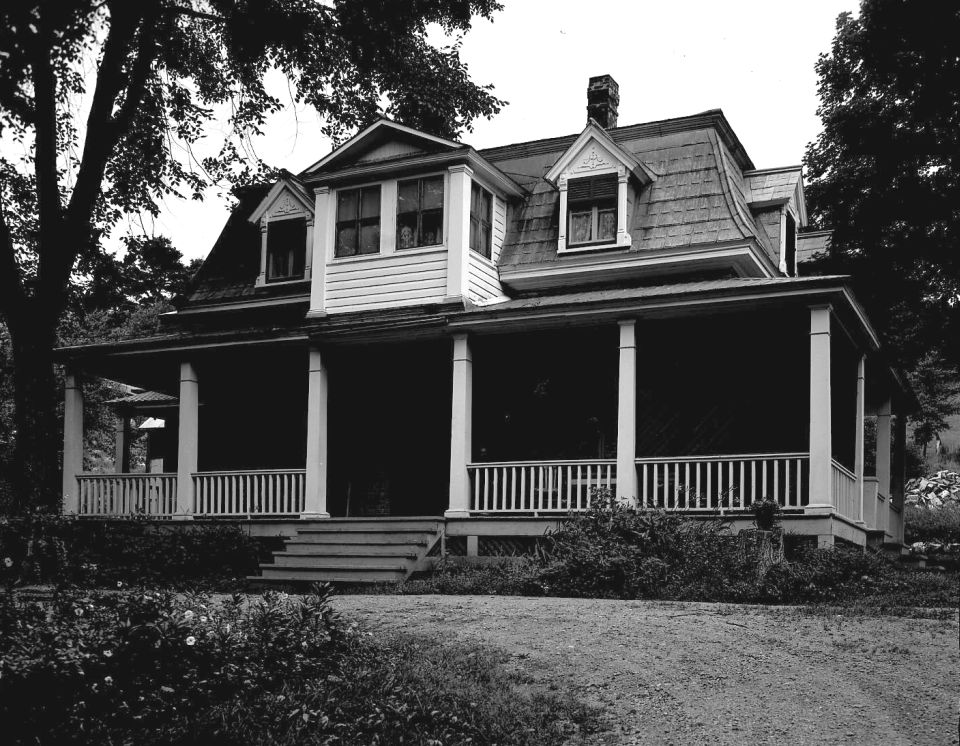
Presbytère de la paroisse de Saint-Antoine-de-Padoue de Perkins en 1947

Les premiers colons du territoire de Val-des-Monts sont arrivés au cours du XIXe siècle. En effet, à partir de 1878, la région connait un essor économique grâce à la découverte de phosphate. À partir de 1892, la production de phosphate diminue alors que celle de mica se développe. D'ailleurs, la mine des frères Blackburn, qui était située au nord-est du village de Perkins, a été reconnue comme étant la plus importante mine de mica au Canada. À la fin des années 1910, la production de mica chute. Après que les ressources minières et forestières sont exploitées, les habitants commencent à quitter la région.
La municipalité de Val-des-Monts a été créée en 1975 par la fusion des municipalités de Perkins, Saint-Pierre-de-Wakefield et Poltimore,,. De nos jours, c'est surtout l'attrait de résider autour des lacs de la région qui attire une grande partie de la population.
Il est possible de retrouver au sein de la municipalité de Val-des-Monts un patrimoine religieux, notamment l’église Saint Andrew. Lieu de culte protestant, elle a été construite en 1888 comme lieu de culte presbytérien pour servir par la suite à l'Église unie du Canada.  L’église est répertoriée au patrimoine québécois depuis 2009 mais n'a pas de statut particulier.

## Géographie

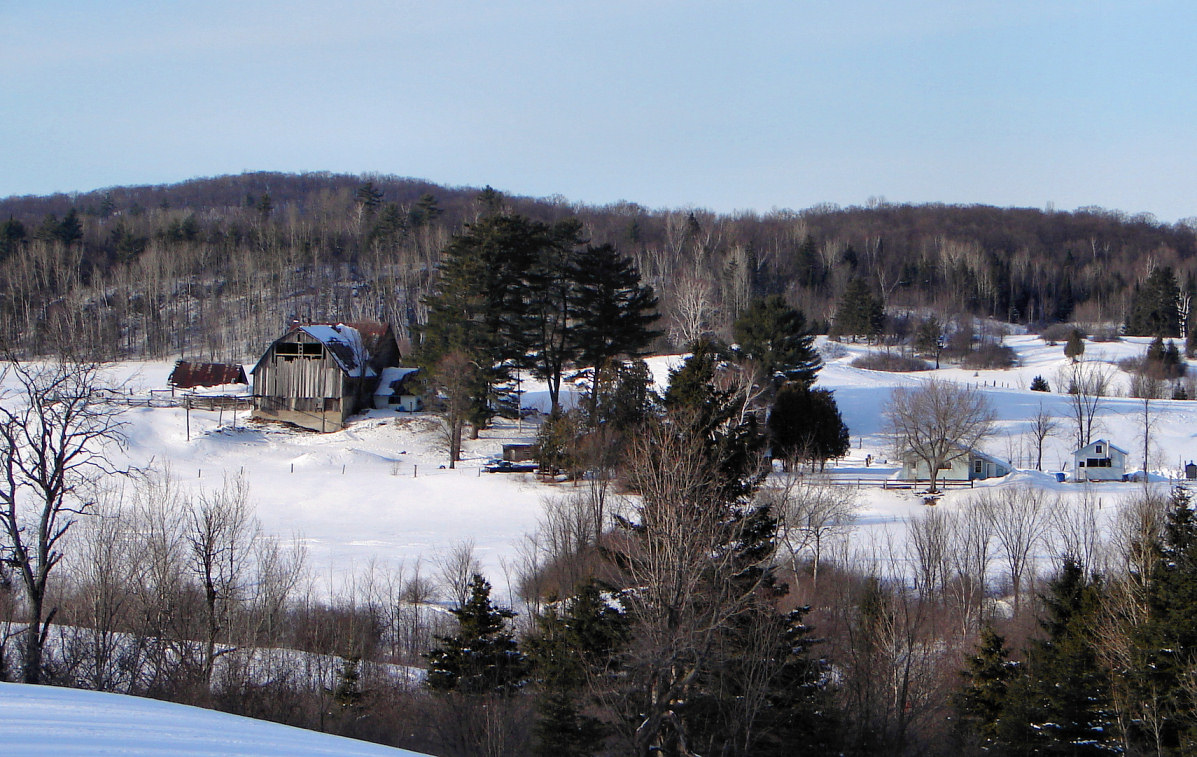
Scène rurale à Val-des-Monts

La municipalité de Val-des-Monts est située à environ 10 kilomètres au nord de Gatineau et 220 km à l'ouest de Montréal. Elle fait partie de la municipalité régionale de comté (MRC) des Collines-de-l'Outaouais dans la région administrative de l'Outaouais. De manière plus large, elle fait partie de la région de la capitale nationale qui comprend Ottawa et Gatineau ainsi que quelques municipalités voisines.
Le territoire de Val-des-Monts est principalement composé de lacs, de terres agricoles et de forêts. Les plus grands lacs sont les lacs McGregor, Grand, de l'Écluse et Newcombe.

### Municipalités limitrophes
La municipalité de Val-des-Monts partagent ses frontières avec les municipalités de Denholm et de Bowman au nord, de Notre-Dame-de-la-Salette et de L'Ange-Gardien à l'est, de La Pêche à l'ouest ainsi que de Cantley et de Gatineau au sud.

### Transports
Les deux routes principales traversant le territoire de Val-des-Monts sont les routes provinciales 307 et 366. Le réseau routier municipal comprend plus de 270 km de routes et de chemins.

### Climat
Entre 1981 et 2019, la température maximale atteinte à Val-des-Monts est survenue en août 2001 et est de 37 °C tandis que la température minimale est survenue en janvier 2009 et est de −37 °C,.
| Mois                              | Janvier | Février | Mars  | Avril | Mai  | Juin | Juillet | Août | Septembre | Octobre | Novembre | Décembre |
| --------------------------------- | ------- | ------- | ----- | ----- | ---- | ---- | ------- | ---- | --------- | ------- | -------- | -------- |
| Température normale maximale (°C) | -6,1    | -4,2    | 1,7   | 10,9  | 19,2 | 23,8 | 26,2    | 25,2 | 20,7      | 12,9    | 5,1      | -2,9     |
| Température normale minimale (°C) | -15,2   | -14,6   | -8,2  | -0,1  | 6,9  | 12,5 | 14,6    | 13,4 | 8,8       | 2,9     | -2,9     | -10,7    |
| Record température maximale (°C)  | 10,1    | 11,7    | 26,5  | 32,6  | 35,1 | 35,0 | 35,5    | 37,2 | 34,9      | 28,0    | 20,1     | 16,6     |
| Record température minimale (°C)  | -37,3   | -34,3   | -32,1 | -15,2 | -5,6 | -0,2 | 2,8     | 0,2  | -5,4      | -9,3    | -24,4    | -34,8    |

## Démographie
| 1996  | 2001  | 2006  | 2011   | 2016   | 2021   |
| ----- | ----- | ----- | ------ | ------ | ------ |
| 7 231 | 7 842 | 9 539 | 10 420 | 11 582 | 13 328 |

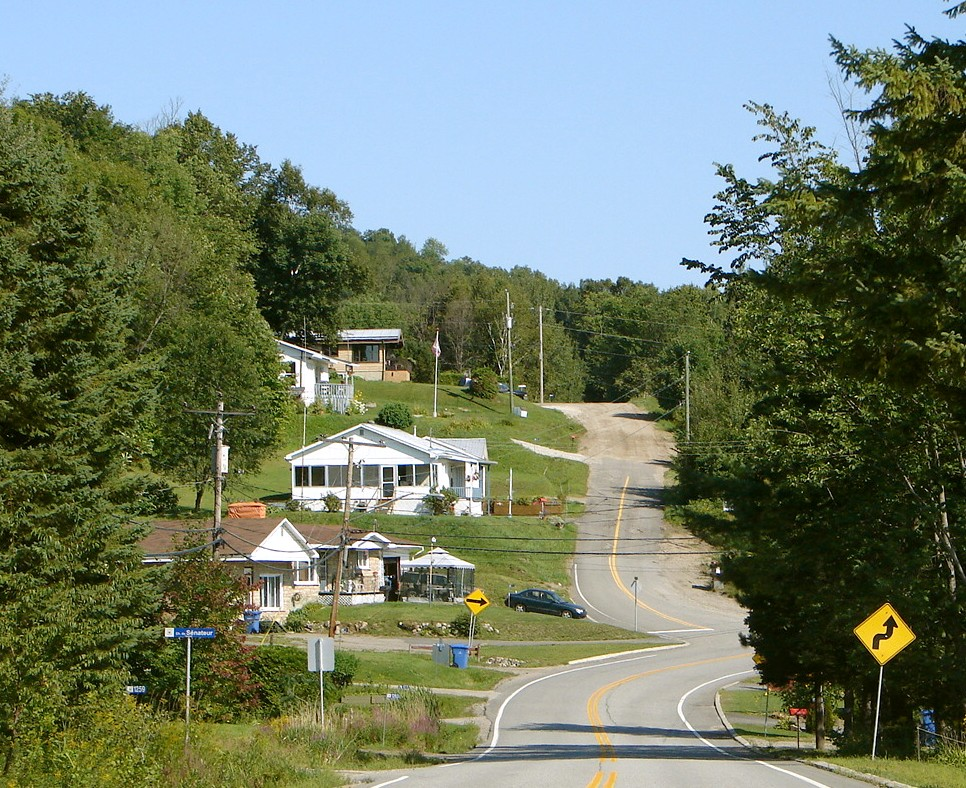
Saint-Pierre-de-Wakefield

Les habitants de Val-des-Monts sont nommés « Montvalois ». La majorité de ceux-ci vivent dans les villages de Perkins, de Saint-Pierre-de-Wakefield et de Poltimore.
La population permanente de Val-des-Monts est de 12 091 habitants selon la Gazette officielle du Québec publiée le 26 décembre 2018. Durant la saison estivale, la population totale de la municipalité atteint plus de 22 000 résidents puisque plus de 10 000 villégiateurs s'y ajoutent.
Selon le Recensement du Canada de 2016 de Statistiques Canada, Val-des-Monts comprend un total de 6 418 logements privés dont 4 564 sont occupés par des résidents habituels, c'est-à-dire de façon permanente. Sur ceux-ci, 87,7% sont occupés par des propriétaires.
En 2016, 99,5% de la population de Val-des-Monts a la citoyenneté canadienne. 2,8% de la population est issue de l'immigration. La majorité des immigrants proviennent de l'Europe. 4,7% de la population déclare avoir une identité autochtone dont la majorité sont des Métis. 1,1% de la population a le statut d'Indien inscrit selon la Loi sur les Indiens du Canada ou est issue d'une Première Nation ou d'une bande indienne ayant signé un traité avec la Couronne. 1,8% de la population est une minorité visible, dont 31,7% de celle-ci est noire. En ce qui a trait aux origines ethniques, 9,1% de la population a une origine autochtone nord-américaine, 74,6% a une autre origine nord-américaine (principalement canadienne) et 43,9% a une origine européenne (principalement française et irlandaise).
Au moment du recensement de 2016, 20% des résidents de Val-des-Monts y ont déménagé à partir d'une autre ville au cours des cinq années précédentes, incluant 5,9% au cours de l'année précédente. Parmi ceux-ci, 98,1% proviennent d'ailleurs au Canada, incluant 86,8% d'ailleurs au Québec, et 1,6% d'un autre pays.
En 2016, l'âge moyen de la population est de 38,5 ans et l'âge médian est de 40,2 ans. 19,3% de la population est âgée de moins de 15 ans et 10,8% de 65 ans et plus.
En 2015, 96,3% de la population âgée de 15 ans et plus a touché un revenu. Sur celle-ci, le revenu total médian était de 42 043 $ avant impôt et 35 881 $ après impôt. En 2015, 11 575 personnes sont considérées être en situation de faible revenu. En 2016, 71% de la population de Val-des-Monts âgée de 15 ans et plus fait partie de la population active. Le taux de chômage est de 5,8%. Les trois principaux domaines de professions des Montvalois sont « les métiers, le transport, la machinerie et les domaines apparentés », « la vente et les services » ainsi que « les affaires, la finance et l'administration ». Les deux principales industries dans lesquelles les Montvalois travaillent sont « les administrations publiques » et « la construction ». 92,4% de la population active travaille à l'extérieur de Val-des-Monts, incluant 29,2% travaillant à l'extérieur du Québec. 89,1% de la population active conduit une automobile comme principal mode de transport jusqu'à leur lieu de travail habituel. 91,8% ont un trajet de plus de 15 minutes pour se rendre au travail, incluant 63,2% ayant un trajet de plus de 30 minutes et 31,9% de plus de 45 minutes. En effet, plusieurs des résidents de Val-des-Monts travaillent à Ottawa ou à Gatineau.
En 2016, sur la population âgée de 25 à 64 ans, 62,6% a obtenu un certificat, un diplôme ou un grade postsecondaire, 20,7% n'a que le diplôme d'études secondaires ou une attestation d'équivalence tandis que 16,7% n'est pas diplômée. 17,5% a obtenu un diplôme universitaire au niveau du baccalauréat ou supérieur. Les deux principaux domaines d'études des Montvalois sont « l'architecture, le génie et les services connexes » ainsi que « le commerce, la gestion et l'administration publique ». 98,2% des diplômés d'études postsecondaires ont effectué leurs études au Canada, incluant 69,3% au Québec et 29,2% dans une autre province ou territoire.

### Langues
Selon le Recensement du Canada de 2016 de Statistiques Canada, 59,5% de la population de Val-des-Monts parle les deux langues officielles du Canada tandis que 36% ne parlent que le français et 4,5% ne parlent que l'anglais. 88,5% de la population a le français comme langue maternelle, 10,8% a l'anglais tandis que 0,6% a, à la fois, le français et l'anglais.
En ce qui a trait à la langue parlée le plus souvent à la maison, 86,8% de la population utilise seulement le français, 11,1% seulement l'anglais et 1,4% à la fois le français et l'anglais. En plus de la langue parlée le plus souvent à la maison, 11,9% utilise aussi l'anglais et 3,7% utilise aussi le français.
En 2016, parmi la population qui travaille, 68,9% utilise plus souvent le français au travail, 24,5% l'anglais et 6,5% les deux. En plus de langue utilisée le plus souvent, 34,9% utilise aussi l'anglais et 15,6% le français.

## Administration
Les élections municipales se font en bloc pour le maire et les six conseillers.
| Val-des-Monts Maires depuis 2005                                                                                     |                 |                                        |          |
| Élection | Maire           | Qualité                                | Résultat |
| 2005 | Marc Carrière   | Député libéral de Chapleau (2008-2018) | Voir     |
| 2008 | Jean Lafrenière |                                        | Voir     |
| 2009 | Jean Lafrenière | Voir                                   |          |
| 2013 | Jacques Laurin  |                                        | Voir     |
| 2017 | Jacques Laurin  | Voir                                   |          |
| 2021 | Jules Dagenais  |                                        | Voir     |
| Élection partielle en italique Depuis 2005, les élections sont simultanées dans toutes les municipalités québécoises |                 |                                        |          |

## Équipements et services publics

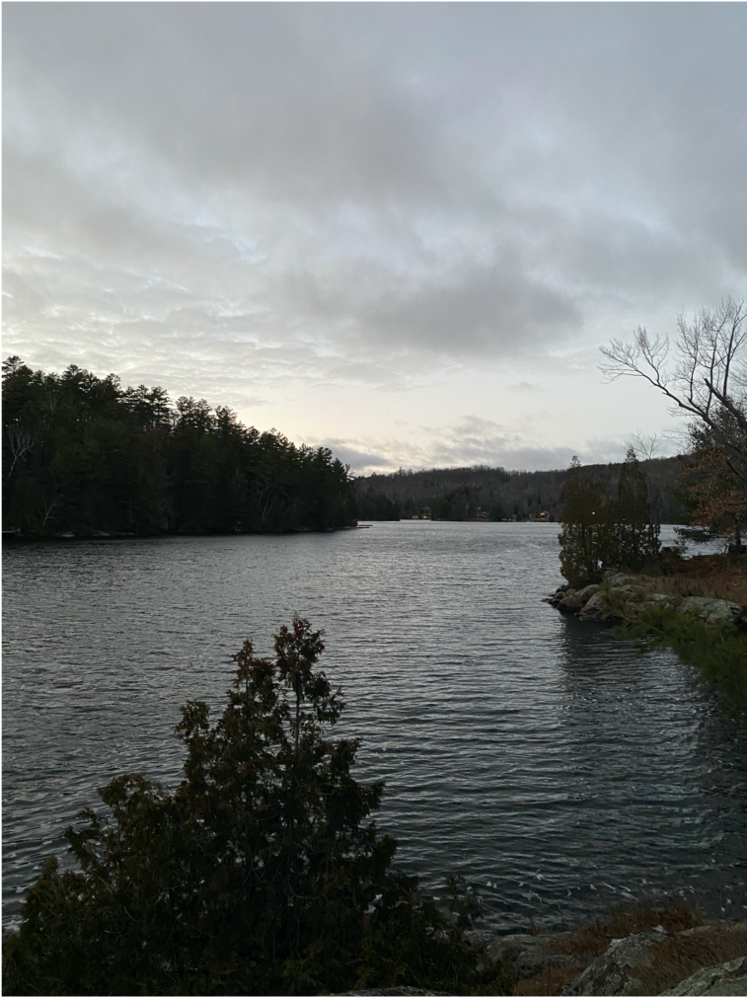
Lac McGregor en automne dans la municipalité de Val-des-Monts

Val-des-Monts comprend plusieurs infrastructures mises à la disposition de la communauté telles que deux rampes de mise à l'eau, une plage publique, trois bibliothèques, des patinoires extérieures, des terrains de baseball et de soccer ainsi que des salles communautaires.
En 2019, une nouvelle école primaire pouvant accueillir jusqu'à 440 élèves a ouvert ses portes à Perkins.

## Tourisme
Val-des-Monts fait partie de la région touristique de l'Outaouais. Ses attraits touristiques principaux sont ses activités de plein air, ses terrains de camping et ses sentiers de motoneige. La municipalité est également reconnue pour la pêche puisqu'elle comprend 125 lacs où il est possible de pêcher.
À chaque année, depuis 2011, Val-des-Monts tient un festival de musique country,